# Zaklinacz deszczu (film 1956)
Zaklinacz deszczu (ang. The Rainmaker) – amerykański film fabularny z 1956 roku w reżyserii Josepha Anthony’ego. Scenariusz do filmu powstał na podstawie sztuki N. Richarda Nasha pod tym samym tytułem. 

## Opis fabuły
Film opowiada o kobiecie w średnim wieku, cierpiącej z powodu nieodwzajemnionej miłości do miejscowego szeryfa. Jednakże zakochuje się ona w oszuście, który przybywa do miasta objętego suszą z obietnicą, że wywoła deszcz.

## Obsada
- Burt Lancaster jako Bill Starbuck
- Katharine Hepburn jako Lizzie Curry
- Wendell Corey jako zastępca szeryfa J.S. File
- Lloyd Bridges jako Noah Curry
- Earl Holliman jako Jim Curry
- Cameron Prud'Homme jako H.C. Curry
- Wallace Ford jako szeryf Howard Thomas
- Yvonne Lime jako Snookie Maguire

## Nagrody i nominacje

### Oscar[1][2]
- Najlepsza aktorka pierwszoplanowa Katharine Hepburn – nominacja
- Najlepsza muzyka w dramacie lub komedii Alex North – nominacja

### Amerykańska Gildia Scenarzystów
- Najlepszy scenariusz dramatu N. Richard Nash – nominacja[3][2]

### Złoty Glob[4][2]
- Najlepszy aktor drugoplanowy Earl Holliman – wygrana
- Najlepszy dramat Paul Nathan – nominacja
- Najlepszy aktor w dramacie Burt Lancaster – nominacja
- Najlepsza aktorka w dramacie Katharine Hepburn – nominacja

### BAFTA[5][2]
- Najlepsza aktorka zagraniczna Katharine Hepburn – nominacja